# Carex suberecta
Carex suberecta là một loài thực vật có hoa trong họ Cói. Loài này được (Olney) Britton mô tả khoa học đầu tiên năm 1905.